# Sedm hubených let
Sedm hubených let  je sociálně utopická komedie. Je to divadelní hra, kterou v roce 1937 napsal  JUDr. Václav Kůrka. Vydal nakladatel  E. Hanf v Praze.

Myši se rozmnožily, jsou jich plné stodoly, a to znamená sedm hubených let. Lidstvo je zděšeno, Petr Trunečka propadl alkoholu a uvádí ve zděšení tetku Kláru. Řádí krize. Je tu ale i malíř Čermák s Milkou. Marně hledají místo, kde by se mohli mít rádi, aniž by je jiní lidé vyrušovali. A tak vlastně tato komedie vypráví o době krize a představuje svým náporem ilusorní myši nápor hladového proletariátu.
Komedie byla před knižním vydáním předváděna na jevišti, a tak autor mohl při knižním vydání použít zkušenosti, získané při jejím předvádění. V komedii se uchyluje autor až do soumraku budoucnosti lidstva.